# 史提夫·摩利臣
史提芬·威廉·"史提夫"·摩利臣（英語：Steven William "Steve" Morison，1983年8月29日—）是一名在英格蘭出生的威爾士足球員，司職前鋒，他亦是前威爾斯國家隊成員。
摩利臣於16歲之齡加入諾咸頓的優才中心（centre of excellence），逐步提升到預備隊，在成為常規正選後，於2002年首次代表一隊上陣，效力三年期間合共上陣28場。2004年11月他以沒有透露的身價轉投議會南部聯賽的毕晓普斯托福德（Bishop's Stortford）。摩利臣僅留效不足兩年，取得豐富的入球記錄，其後於2006年8月以微不足道的4位數字轉會費加盟赫特福德郡的議會全國聯賽球隊史提芬納治。
2006/07年球季摩利臣為史提芬納治上陣53場及射入34球，包括2007年5月在英格蘭足總錦標決賽以3-2擊敗京達米士特奪冠的奠勝球，是新溫布萊球場落成後首場競爭性盃賽決賽。翌季摩利臣再在45場賽事轟入22球。2008/09年球季他再為史提芬納治射入30球，於2009年5月再在足總錦標決賽取得入球，協助球隊以2-0擊敗約克城第二次奪標，亦是摩利臣為史提芬納治上陣的最後一場賽事。
摩利臣在2009/10年球季展開前以13萬英鎊轉會加盟英甲球會米禾爾，於上陣52場射入23球協助球隊透過附加賽升班英冠。2010/11年球季他以17個入球成為球隊首席射手，其後於2011年6月加盟新升英超的诺里奇城，轉會費沒有透露。摩利臣曾8次代表英格蘭C隊上陣及夙入3球。2010年8月摩利臣首次代表威爾斯上陣參加正式國際賽。
摩利臣在球員時期已獲得教練資格後，曾擔任北安普頓U18隊教練，隨後加入英冠卡迪夫城擔任U23隊主教練，他於2021年11月擔任卡迪夫城臨時主教練，於2022年3月以1-0擊敗德比郡後脫離降級區後獲得續約合同至2021-22賽季結束，正式成卡迪夫城主教練，後續執教至2022年9月離開卡迪夫城，他於2023年6月被任命為霍恩徹奇（Hornchurch）主教練，並於2024年1月出任蘇頓聯隊主教練。

## 生平

### 球會

#### 早年
生於英格蘭倫敦的恩菲爾德（Enfield），摩利臣於試訓後成功加入諾咸頓的青訓系統，之前他亦曾經前赴莱斯特城進行試訓。當摩利臣年滿18歲，他與諾咸頓簽署兩年職業球員合約。他的表現使時任領隊凯文·布罗德赫斯特（Kevan Broadhurst）留下深刻的印象，最終在2001/02年球季季末主場2-2賽和劍橋聯的賽事首次獲派上陣。翌季摩利臣在後備席佔據一席，經常獲派後補登場，合共上陣15場，更在2-2賽和普利茅夫取得首個入球。但2003/04年球季摩利臣只有5次上陣機會，但仍有1球斬獲。2004年6月他獲球會提供6個月的短期新約，領隊（Colin Calderwood）告戒摩利臣須要證明自己對球會的價值。

### 國家隊

#### 威爾士
國際賽入球
威爾斯入球置前方
| #  | 日期         | 場地                       | 對賽球隊   | 入球  | 賽果  | 競賽               |
| -- | ------------ | -------------------------- | ---------- | ----- | ----- | ------------------ |
| 1. | 2011年9月2日 | 威爾士加的夫卡迪夫城運動場 | 蒙特內哥羅 | 1 – 0 | 2 – 1 | 2012年歐國盃外圍賽 |

## 榮譽
史提芬納治
- 英格蘭足總錦標冠軍（2）：2006/07年、2008/09年；

米禾爾
- 英甲附加賽冠軍（1）：2009/10年；

個人
- 史提芬納治年度最佳球員（1）：2007/08年[17]；
- 英甲每月最佳球員（1）：2010年3月；

## 外部連結
- 史提夫·摩利臣在National-Football-Teams.com的資料
- 足球数据库：史提夫·摩利臣的球员统计数据